# Senza santi in paradiso
Senza santi in paradiso (Ain't Them Bodies Saints) è un film del 2013 scritto e diretto da David Lowery.
La pellicola, con protagonisti Rooney Mara, Ben Foster e Casey Affleck, è stata presentata fuori concorso alla 66ª edizione del Festival di Cannes come proiezione speciale.

## Trama
Anni settanta. Ruth Guthrie attraversa un campo ed è seguita da Bob Muldoon, che cerca di dissuadere Ruth dal lasciarlo per tornare da sua madre. Ruth è irremovibile e rivela di essere arrabbiata perché Bob ha detto a Freddy che avrebbe "colpito la testa da solo". Bob dice che non è così. Ruth rivela di essere incinta e si riconciliano.
Più tardi, Bob e Freddy commettono un crimine mentre Ruth aspetta nell'auto in fuga. La polizia, incluso Patrick Wheeler, li insegue fino alla fattoria. Nello scontro a fuoco che ne segue, Freddy viene ucciso e Ruth spara a Patrick. Bob si prende la colpa per aver sparato a Patrick e per il crimine commesso in precedenza in modo che Ruth possa evitare la prigione. Bob e Ruth consegnano le armi. Vengono arrestati e Bob incarcerato. Ruth dice a Skerrit, il padre di Freddy, che aspetterà Bob. Bob scrive diverse lettere dalla prigione, promettendo a Ruth di tornare con lei e il loro bambino. Ruth dà alla luce la loro figlia, Sylvie.
Passano gli anni. Ruth e Sylvie vivono una vita normale nella cittadina di Meridian, in Texas . Patrick, che non sa che è stata Ruth a sparargli, nota Ruth e Sylvie in giro per la città, ma Ruth evita qualsiasi contatto con lui. Un giorno, Patrick fa visita alla residenza di Ruth e le dice che Bob è scappato di prigione. Il detective locale interroga Ruth su dove si trovi Bob e Ruth gli dice che Bob non è venuto a trovarla. Nel frattempo, Bob sta attraversando il Missouri per sfuggire alle autorità. Arriva in Texas e ottiene aiuto dal suo amico Sweetie. Nel frattempo, tre cacciatori di taglie, guidati da un individuo chiamato Bear, visitano il negozio di ferramenta di Skerrit e fanno domande generali sulla città.
Patrick fa visita a Ruth per restituire le sue lettere, la polizia si è occupata della fuga di Bob. Le dice che dovrebbe trasferirsi in un posto più sicuro, cosa che Ruth interpreta come finché Bob non viene catturato. Bob fa visita a Skerrit nel suo negozio di ferramenta, dove Skerrit gli dice che ci sono molte persone che lo vogliono morto e che Bob deve stare lontano da Ruth e Sylvie. Patrick visita lo stabilimento di Sweetie, chiedendo se ha visto Bob. Mentre salgono le scale, Bob scappa per un pelo ma lascia una foto di Ruth e Sylvie.
Il giorno della festa di compleanno di Sylvie, Patrick regala a Sylvie una chitarra. Mentre parla con Sylvie alla festa, Patrick scopre che Ruth ha pianificato un viaggio con Sylvie. Bob arriva a casa ma nota Patrick e successivamente se ne va. Bob torna al luogo della sparatoria originale e incontra i cacciatori di taglie. Gli sparano e lui ne uccide uno durante una rissa, ma è anche gravemente ferito. Si allontana ma viene inseguito dal terzo. Bob costringe un autista, Will, a riportarlo a casa di Ruth. Will cerca di dire a Bob che dovrebbe essere portato in ospedale, ma Bob rifiuta, insistendo per essere portato a casa di Ruth.
Sylvie si sveglia e trova sua madre che dorme sul divano tra le braccia di Patrick. Vengono spaventati dagli spari all'esterno. Patrick corre per indagare e trova il terzo cacciatore di taglie in una sparatoria con Skerrit. Patrick uccide il cacciatore di taglie e scopre che Skerrit è ferito a morte. Ruth e Sylvie vengono portate alla stazione di polizia per essere interrogate e custodite. Quando Patrick li riporta a casa, trovano la porta d'ingresso aperta e Patrick entra per indagare, trovando un Bob gravemente ferito. Ruth segue Patrick in casa e impedisce a Patrick di avvicinarsi a Bob. Ruth si prende cura di Bob e Sylvie entra per vedere suo padre morire tra le braccia di sua madre. Patrick riporta Sylvie fuori e la conforta, mentre i suoi genitori si scambiano alcune ultime parole.

## Produzione
Le riprese del film iniziano il 9 luglio e terminano il 15 agosto 2012 e si svolgono tra lo stato del Texas, nelle città di Meridian ed Austin, e lo stato della Louisiana, nella città di Shreveport.

## Distribuzione
La pellicola è stata presentata in anteprima mondiale al Sundance Film Festival il 20 gennaio 2013. Successivamente il film viene presentato in altri festival cinematografici come il Los Angeles Film Festival, il Palm Springs International Film Festival, il Festival Internazionale del cinema di Karlovy Vary ed il Jerusalem Film Festival. Successivamente viene presentato in una proiezione speciale alla 66ª edizione del Festival di Cannes.
Il film viene distribuito nelle sale cinematografiche statunitensi a partire dal 16 agosto 2013, mentre in Italia arriva direct to video a partire dal 22 luglio 2015.

## Riconoscimenti
- 2013 - Sundance Film Festival
  - Miglior fotografia a Bradford Young
  - Indian Paintbrush Producer's Award
  - Candidatura per il Gran premio della giuria: U.S. Dramatic
- 2013 - Palm Springs International Film Festival
  - Regista da seguire a David Lowery